# Windpark Maustrenk
Der Windpark Maustrenk, auch Windpark Zistersdorf-Maustrenk, ist ein Windpark der Gemeinde Zistersdorf im Bezirk Gänserndorf (Niederösterreich). Der Windpark wurde 2005 errichtet und 2010 um eine Windkraftanlage erweitert. Derzeit (2024) ist die dritte Ausbaustufe des Windparks in Bau und ein Repowering der bestehenden Anlagen in Planung.

## Lage
Der Windpark Maustrenk liegt in der Katastralgemeinde Maustrenk im Westen der Gemeinde Zistersdorf. Die Windräder verteilen sich auf einer Fläche von rund 350 Hektar zwischen der Ortschaft Maustrenk im Norden, Windisch Baumgarten im Osten und Gaiselberg im Süden, wobei alle Ortschaften zur Gemeinde Zistersdorf gehören. Östlich des Windparks befindet sich die Ortschaft Kettlasbrunn (Gemeinde Mistelbach). Eingegrenzt wird der Windpark von der Mistelbacher Straße (B 40) im Nordosten, der Landesstraße L 3039 im Südosten, der Landesstraße 16 im Süden und dem Kettlesbrunner Gemeindewald im Westen. Der Windpark erstreckt sich vorwiegend über ackerbaulich genutzte Flächen, wobei auch kleinere Waldflächen (insbesondere um den Streitberg) bestehen. Die bestehenden und in Bau befindlichen Windkraftanlagen wurden jedoch inmitten des ackerbaulich genutzten Gebietes bzw. an Waldrändern geplant.

## Geschichte
Der Grundstein für den Windpark Maustrenk wurde 2005 gelegt, als die Firma WEB Windenergie sechs Windkraftanlagen mit einer Nennleistung von insgesamt 12 MW errichten ließ. Die ersten Anlagen des Windparks werden dabei meist als Windpark Zistersdorf-Maustrenk bezeichnet. Die Betreiberfirma listet die Windkraftanlagen als Maustrenk I auf. Im Jahr 2010 wurde mit dem Windpark Mautrenk II der Windpark erstmalig ausgebaut, wobei hier lediglich eine baugleiche Anlage wie in der ersten Baustufe aufgestellt wurde. Die bis dahin insgesamt sieben Windkraftanlagen wurden in 2 Reihen parallel zur Landesstraße L 3039 aufgestellt.
Im Jahr 2021/22 genehmigte die Gemeinde Zistersdorf mit dem Bauvorhaben Maustrenk III die nächste Ausbaustufe des Windparks. Hierfür werden nördlich der bestehenden Windkraftanlage drei weitere Windkraftanlagen mit insgesamt 18,6 MW Nennleistung aufgestellt. Im Juni 2024 wurde in der Folge mit der Einrichtung der Baustelle begonnen, die Inbetriebnahme ist mit Juni 2025 geplant. Die Ausbaustufe Maustrenk RI sieht in der Folge den Abriss der Windkraftanlagen der ersten beiden Ausbaustufen und die Neuerrichtung von acht Windkraftanlagen mit insgesamt 49,6 MW Nennleistung vor.

## Technik
- Maustrenk I: sechs Anlagen des Typs Vestas V90/2000 mit je 2 MW (Demontage geplant)
- Maustrenk II: eine Anlage des Typs Vestas V90/2000 mit 2 MW (Demontage geplant)
- Maustrenk III: drei Anlagen des Typs Vestas V162 mit je 6,2 MW (in Bau)
- Maustrenk RI: acht Anlagen des Typs Vestas V162 mit je 6,2 MW (geplant)